# Avenida Independencia (Porto Alegre)

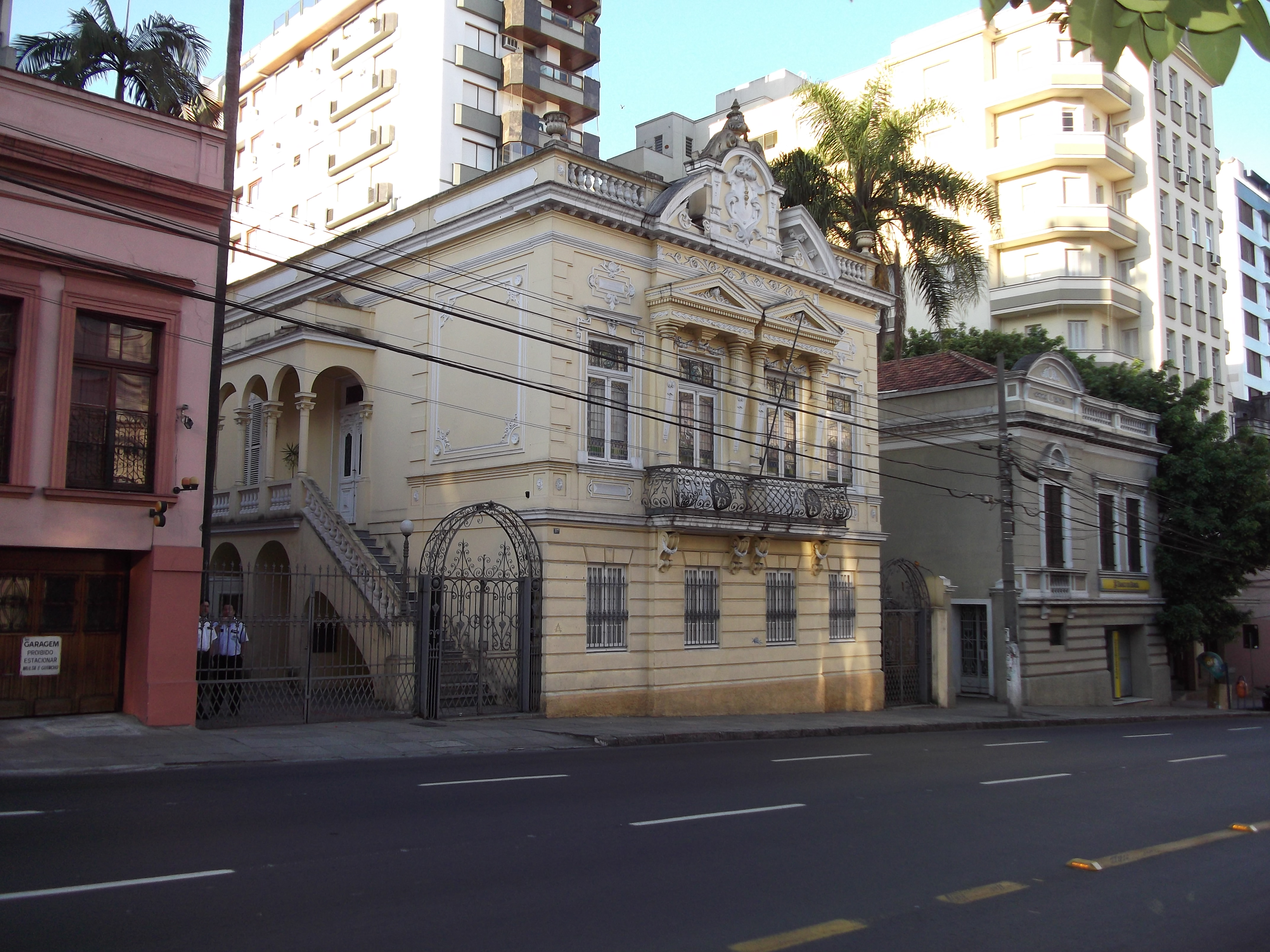
Trecho de la Avenida Independencia con una de sus casonas históricas, el Palacete Argentina.

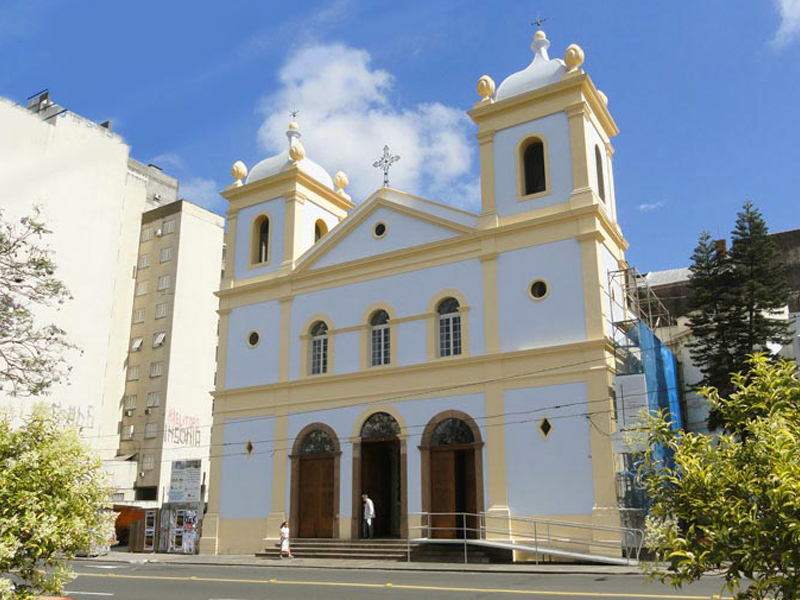
La Iglesia de Nuestra Señora de la Concepción ubicada en la Avenida.

La Avenida Independencia (en portugués: Avenida Independência) es una importante avenida de la ciudad de Porto Alegre, Brasil. Es el eje principal del barrio Independência. Va desde la Plaza Dom Feliciano, en el centro histórico de la ciudad, hasta la rúa Mostardeiro, en el barrio Independência, siguiendo el trazo de la rúa da Praia.
La vía surgió como una de las salidas de la ciudad más o menos en la misma época en que se fundó la Aldeia dos Anjos de Gravataí cuyo camino de acceso se dirigía hacia el este desde los Altos da Misericórdia. Al menos desde 1829 hay referencias a esta ruta en las actas de la Cámara Municipal, entonces conocida como Estrada dos Moinhos de Vento (en español: "Camino de los Molinos de Viento") porque atravesaba la finca donde Antônio Martins Barbosa había instalado molinos de viento. En la época, la ruta fue desviada rodeando la Chácara da Brigadeira, señora Josefa Eulália de Azevedo (viuda del brigadier Rafael Pinto Bandeira), y las lluvias abrieron grandes zanjas poniendo en peligro el tráfico.
Durante la Guerra de los Farrapos (1835-1845), cuando la ciudad estaba sitiada, todas las obras iniciales de urbanización de la carretera quedaron paralizadas, pero ya en 1843 el Municipio reconoció la necesidad de enderezar la carretera y arreglar la alineación de las casas que iban surgiendo a lo largo de ella. En 1845, el Municipio ordenó finalmente a su procurador que realizase la alineación legal de la vía de acuerdo con el plan urbanístico elaborado por el planificador municipal y dispuso que se reparasen los tramos dañados. Al año siguiente, se rectificó definitivamente todo el primer tramo, pagando una cuantiosa indemnización por la expropiación de parte de los terrenos de la "Brigadeira". A partir de entonces, la vía fue más conocida como continuación de la rúa da Praia pero en octubre de 1857, por decreto del Municipio, pasó a llamarse Rúa da Independência.
Pocos años después, se instalaron tuberías de agua en las casas situadas a lo largo del trazado pero después la calle cayó en el abandono durante muchos años. En 1885 aún no habían aceras ni cunetas, y el pavimento sólo llegaba a un pequeño tramo. En 1892 la calle tenía un total de 96 casas. Tras la Proclamación de la República, se realizaron grandes inversiones para pavimentar toda su longitud hasta la actual Plaza Júlio de Castilhos, obras que se prolongaron hasta la segunda década del siglo XX utilizando todavía piedras irregulares. En 1925 comenzó a pavimentarse con adoquines. El 24 de octubre de 1933 pasó a llamarse "Avenida General Flores da Cunha", y el 22 de noviembre de 1937 se le dio el nombre actual.
A principios del siglo XX, se convirtió en el lugar preferido para vivir de las familias tradicionales quienes construyeron allí hermosos palacios entre 1900 y 1930. Con la urbanización de otros barrios, los antiguos residentes abandonaron la zona lo que provocó el deterioro de muchas de las propiedades. Las antiguas mansiones dieron paso a grandes bloques de pisos y edificios comerciales pero, a día de hoy, la avenida sigue albergando muchos palacios de la época algunos de los cuales están catalogados como edificios patrimoniales como el Palacete Argentina, la Residencia Saraiva, la Casa Godoy, la Casa Torelly, o en proceso de catalogación. La Avenida Independência también alberga parte de la Santa Casa de Misericórdia, el tradicional Colegio Nuestra Señora del Rosario, la Iglesia de Nuestra Señora de la Concepción y la Beneficência Portuguesa. La Plaza Dom Sebastião limita al norte con la Avenida Independência, al este con la Travessa Dom Sebastião, al sur con la rúa Irmão José Otão y al oeste con la Rua Sarmento Leite.